# Slaget vid Harlem Heights
Slaget vid Harlem Heights var ett fältslag under det amerikanska frihetskriget, som ägde rum i Morningside Heights och västerut in till det nutida kvarteren i Harlem i nordvästra Manhattan Island i New York den 16 september 1776.

## Slaget
Kontinentalarmén på cirka 1 800 man under befäl av general George Washington, generalmajor Nathanael Greene och generalmajor Israel Putnam kontrollerade en rad höga positioner i övre Manhattan mot en anfallande brittisk armédivision på cirka 5 000 män under befäl av generalmajor Alexander Leslie. Brittiska trupper gjorde ett taktiskt misstag genom att beordra sitt lätta infanteris trumpetare att spela en rävjaktssignal; "gone away", medan de förföljde de amerikanska trupperna. Detta var avsett att förolämpa Washington, som själv var en ivrig rävjägare som lärt sig sporten från sin granne och mentor nära Alexandria, Virginia, Lord Thomas Fairfax under det fransk-indianska kriget. "Gone away" innebär att en räv är i full flykt från hundarna som följer rävens spår. Kontinentaltrupperna, som var i en ordnad reträtt, var rasande över detta och upplivades för att hålla sina positioner.  Amerikanerna flankerade de brittiska angriparna och drev dem sakta tillbaka. Efter det brittiska tillbakadragandet fick Washington beordra sina trupper att avsluta jakten. Slaget gick en lång väg att återupprätta förtroendet för kontinentalarmén efter att ha lidit flera nederlag. Det var Washingtons första slagfältsseger under kriget.

## Washington överger New York
Efter en månad utan större strider mellan arméerna tvingades Washington att dra tillbaka sin armé norrut till staden White Plains i sydöstra New York, då britterna flyttade norrut till Westchester County och hotade att fånga Washington längre söderut på Manhattan. Washington drabbades av ytterligare två nederlag, på White Plains och Fort Washington. Efter dessa två nederlag, ihop med evakueringen av Fort Lee (uppkallad efter hans ställföreträdare, general Charles Lee) över Hudsonfloden som bevakade New Jerseys västra strand, fick Washington och armén dra sig tillbaka genom New Jersey till Pennsylvania. Fälttåget i New York och New Jersey avslutades efter att amerikanerna segrade vid Trenton och Princeton, som återupplivade den kontinentala armén och den nya nationen.